# 伯特勒姆 (明尼蘇達州)
伯特勒姆（英語：Burtrum）是一個位於美國明尼蘇達州托德縣的城市。

## 歷史
伯特勒姆於1884年成立，1894年升格為城市。伯特勒姆的郵局自1888年營運至今。

## 人口
根據2020年美國人口普查的數據，伯特勒姆的面積為1.47平方千米，皆為陸地。當地共有人口123人，而人口密度為每平方千米84人。